# Filipovka (železniční zastávka)
Filipovka je jednokolejná železniční zastávka ve stejnojmenné vesnici, která je součástí obce Višňová ve Frýdlantském výběžku na severu České republiky. Zastávkou prochází jednokolejná železniční trať Liberec–Zawidów.

## Popis zastávky
Nachází se východně od vlastní vesnice, od níž je oddělena silnicí III/0353, loukami a remízkem. Se zmíněnou silnicí je zastávka spojena zpevněnou místní komunikací. Na západní straně kolejiště stojí čekárna chránící čekající při nepříznivém počasí, po jejíž zadní straně protéká k severovýchodu Saňský potok.

## Turistické trasy
Po silnici třetí třídy prochází turistická trasa nazvaná „Pašerácká naučná stezka“ a vede tudy i cyklotrasa číslo 3006. Na křižovatce silnic III/0353 a III/0355, nacházející se jihozápadně od zastávky, je rozcestník turistických tras nazvaný „Filipovka – železniční stanice“, odkud vede žlutě značené trasy západním směrem na rozcestí „Saň“ a na jih k rozcestí „Višňová – železniční stanice“.

## Provoz
Na zastávce zastavují osobní vlaky linky L6 Integrovaného dopravního systému Libereckého kraje Liberec – Frýdlant v Čechách – Černousy.